# Triburile arabe în pre-islam

Localizarea triburilor din Peninsula Arabică în jurul anului 600.

Triburile arabe (în arabă: القبائل العربية/al-qabā’ilu l-arabyya/, singular: قبيلة /qabīla/;) reprezintă o formă de organizare socială proprie, formată dintr-un grup de oameni cu origine comună. Tribul arab pre-islamic reprezenta unitatea de bază a comunei primitive din zona Peninsulei Arabice, înainte de apariția islamului în secolul al VII-lea, acesta fiind propovăduit de către profetul Mahomed (în arabă: محمد), în urma revelației divine.

## Etnogeneză
Cuvântul „qabīla” se referă atât la un grup de rudenie, cât și la o categorie de statut. Astfel, se disting două categorii de triburi: familiile qabīli, cunoscuți drept beduini ( în arabă البدو) și Ḥaḍirī nontribali ( în arabă الحضري),
Se spune că arabii din familiile qabīli  provin dintr-un strămoș din sudul Arabiei, Qaḥṭān, considerat strămoșul arabilor „puri”, aceștia purtând numele de al-ʿArab al-ʿĀribah și dintr-un strămoș din nordul Arabiei, ʿAdnān, strămoșul „arabizat”. Aceștia din urmă poartă numele de al-ʿArab al-Mustaʿribah. Conform tradiției biblice, ʿAdnān și poate și Qaḥṭān se trag de la Ismāʿīl (Ismael), fiul lui Avraam (în arabă: إبراهيم Ibrahim). Aceștia sunt cei care duceau o viața nomadă, pastorală, nestatornică.
Ḥaḍirī, pe de altă parte, erau locuitorii statornici ai acelor ținuturi, formați din majoritatea comercianților, artizanilor și cărturarilor din Peninsula Arabică, la acea vreme.
Familiile qabīli se consideră distincți și mai ales superiori față de ḥaḍirī, care sunt oameni liberi, independenți și nu pretind că îl au ca strămoș pe Ismāʿīl. Rivalitatea dintre cele două grupuri s-a răspândit, odată cu cuceririle musulmane, dincolo de Arabia.

## Localizare și clasificare

### Localizare
Locul unificării arabilor într-un popor și într-un stat l-a constituit Peninsula Arabică. Tot aici, de asemenea, a luat naștere și islamul, Muhammad, fiind unul dintre fii celui mai cunoscut trib arab. Peninsula Arabică se află la intersecția drumurilor dintre Marea Mediterană, Marea Roșie, Golful Persic și Oceanul Indian. Aceasta este o regiune preponderent deșertică, cu climă caldă și secetoasă, unde pe alocuri crește o vegetație săracă.  La începutul secolului al VII-lea, peninsula era locuită de triburile arabe ( în arabă: قبائل العرب /qabāʼil al-ʽarab/). Peninsula Arabică este considerată locul de origine al tuturor popoarelor semitice: akkadienii, arabii, asirienii, evreii, etc.
Astfel, originea triburilor arabe se întoarce la Mecca ( în arabă: مكة /Maka/ ), oraș aflat în zona de vest a peninsulei în regiunea Hidjaz. Acest oraș a fost privilegiat atât în preislam, cât și după apariția islamului, fiind locul de naștere al profetului Muhammad, acesta fiind condus de unul dintre cele mai puternice triburi de la acea vreme, tribul Qurayš ( în arabă:  قبيلة قريش / qabīla Quraysh/ ). De aici, majoritatea triburilor arabe au ieșit și s-au ramificat în patru direcții diferite, și anume:
- Munții Sarat[3] ( în arabă: جبال سراة/ jabal Sarat ), situați în prezent în vestul Regatului Arabiei Saudite, și de acolo spre sud până la Yemen. Triburile care s-au mutat în Sarat sunt triburile Banu Arab ( în arabă: بنوعريب );
- Levantul[4] ( în arabă: الشام/ Ash-sham/), alcătuit în prezent din Iordania, Siria, Liban și Palestina. Aceste patru țări au fost numite Bilad al-Sham (în arabă: الشام بلاد) , iar tribul arab care s-au mutat în Levant este Banu Qidar ( în arabă: بنو قيدار );
- Al-Yamamah[5] ( în arabă اليمامة), situat în prezent în sudul Regatului Arabiei Saudite și mai exact în Najd. Multe triburi arabe s-au mutat în regiunea Yamamah datorită prosperității din această regiune abundentă în animale, ferme, apă și izvoare curente;
- Bahrain[6] ( în arabă البحرين), care se întindea de-a lungul coastei de est a Peninsulei Arabe, mărginită la nord de orașul irakian Basra (în arabă: البصرة) și mărginită de sud de Oman, acum Sultanatul Oman ( în arabă: سلطنة عمان  ).

Triburile arabe care au migrat către Sarat, Levant și Bahrain nu s-au stabilit într-un singur loc, ci s-au mutat în alte direcții datorită dificultății de a trăi în ținuturile muntoase aride, în special în Sarat. Din cauza nevoilor și necesităților, triburile s-au mutat din nou în Tihama, Hidjaz, Irak, Eufrat.
Apa reprezintă unul dintre principalii factori în migrarea tribului dintr-o regiune în alta. Mutarea are loc după consultarea dintre șeful tribului și bătrânii tribului, care formează consiliul tribal, deoarece aceasta constituie o decizie fatală luată de trib în unanimitate. După consultare, corturile sunt demontate și întregul trib și animalele sale sunt mutate într-o altă zonă după ce au fost alimentate cu apă și hrană suficientă pentru călătoria dificilă.
În majoritatea cazurilor, tribul se mută în întregime, împreună cu toți membrii și animalele dintr-o regiune în alta, însă există și cazuri rare în care tranziția este realizată doar de o parte a tribului. Acesta a fost cazul tribului ʿAdnān , când acesta a fost împărțit în două, formând tribul ʿAdnān din nord și în tribul ʿAdnān din sud (Mudar și Rabīʽah).

### Clasificare
Arabii din regiunile centrale, nordice ale peninsulei și din deșertul Siriei sunt în general nomazi. Prin urmare, cea mai mare parte a Peninsulei Arabice era populată de triburile de beduini ( termen provenit de la al-bādiyyah = stepă, în arabă: البادية), cunoscuți sub numele lor etnic, arabi (Aʼrab). Această ultimă denumire extinzându-se, treptat, la toți locuitorii, nomazi sau nu.
Însă, nu toată peninsula era reprezentată de deșert și nu toți arabii erau beduini. Mediul arab era destul de divers. Colțul de sud-vest al peninsulei, axat pe țara modernă a Yemenului, era Arabia Felix, „fructuoasă” sau „Arabia fericită”, deoarece era o țară cu precipitații semnificative și vegetație luxuriantă.
În Arabia în ansamblu, adevărații nomazi reprezentau doar o fracțiune din populația totală.  Economia și cultura era ceea ce îi lega pe beduinii ce duceau un stil de viață nomad și pe locuitorii sedentari are acelor zone. Povestea din sīra (=biografia, în arabă: سيرة) profetului, în care pruncul Muhammad a fost încredințat unei femei beduine pentru a-l alăpta, indiferent dacă este sau nu adevărat, sugerează o relație simbiotică care leagă diferitele grupuri sociale din Peninsula Arabică.
În sudul Arabiei, se găsesc grupurile cu un statut mai scăzut, numite Aḫdām și Ṣibyān. În nord , tot un grup cu statut scăzut considerat ca fiind de origine non-arabă, numit Ṣulubah, cunoscut de vechii arabi drept "qayn". În Oman, Zuṭṭ, un popor nomad de rromi, pare a fi descendent ai emigranților indieni în golf la începutul secolului al IX-lea. Baloch, ai cărui strămoși au imigrat mai recent, au format un fel de trib războinic acolo. În regiunile de frontieră din Oman și Yemen se află Mahra, Ḥarāsīs, Qarā și altele, vorbind limbi ale grupului arab din sud, iar în Peninsula Musandam sunt Shiḥūḥ.
Triburile sunt împărțite în funcție de numărul membrilor săi, de la cel mai numeros la cel mai puțin numeros. Principalele triburi care stau la baza etnogenezei celorlalte sunt tribul ʼAdnān și tribul Qaḥṭān. De la ele provin restul triburilor arabe cunoscute, și anume:
- TribulʼAdnān : Din acesta a venit tribul Mudar, tribul Rabia, tribul Banu Iyad și tribul Anmar;
- Tribul Qaḥṭān: Din acesta a venit tribul Yarub și tribul Yashb;
- Quraysh: Din acesta a venit tribul lui Abd Manaf, tribul lui Banu Hashem și tribul lui Banu al-Abbas;
- Kenana: Din acesta a venit tribul Banu Asad, tribul Hadhil, tribul Banu Tamim și tribul Mazina;
- Taghalab: Din acasta a venit tribul lui Banu Jusham și tribul lui Banu Shu'bah;
- Bakr: Din acesta a venit tribul lui Banu Shaiban, Banu Ajal, Banu Hanifa, Banu Dahl și Banu Qais bin Tha`labah.

Oamenii cu statut de qabīli se împart în triburi superioare și inferioare, primii putând pretinde puritate în sânge și origine (în arabă: ʼaṣl, أصل). Cele mai proeminente dintre triburile superioare din Arabia sunt Aniza, Shammar, Harb, Mustayr, Ajman, Dhafir, Banu Khalid, Banu Hajir, al-Murrah, Qahtan, Utayba, Dawasir, Sahul, Manasir, Banu Yas, Sibay, Qawasim, Banu Yam, Zaʾab și Banu Tamim. Principalele triburi considerate inferioare sunt Awazim, Rashayda, Hutaym, Aqayl și Sulubba. Sulubba, format din cei care au călătorit în deșert ca și căldărari în serviciul beduinilor mai bogați, se afla în partea de jos a scării sociale tribale.
Din această clasificare a triburilor inferioare și superioare reiese că triburile nu sunt pe picior de egalitate. Unele au titlul de sharaf ( în arabă شرف), însemnând nobilime. Unii, precum Hutaym și Sharārāt din zona de nord, sunt disprețuiți de triburile nobile. Oamenilor deosebit de respectați li se acorda o autoritate limitată și temporară, purtând numele de ḥakam, care le oferea rolul unui mediator. Acesta oferea îndrumări limitate și negocia diferențele dintre rivalii individuali sau tribali.

#### Tribul Dawasir
Tribul Dawasir era un trib de tip sharif din centrul Arabiei Saudite, centrat în Wadi al-Dawasir la sud de Riyadh. Dawasirii se remarcă prin marele lor succes ca proprietari de pământ și contractori de petrol și pentru menținerea solidarității tribale. Familia Al Sudayri este cea mai cunoscută familie care se trage din  acest trib. Prin intermediul ei, influența tribului a fost resimțită în toată Arabia Saudită.

#### Tribul Sibaʿa
Sibaʿa (numit și Asbiʿa) din Siria este un trib major al confederației de triburi Anaza împărțit în două facțiuni: Tribul Butayna și tribul al-ʼAbda. Ambele facțiuni au fost împărțite în clanuri. Aceste clanuri petrec sezonul estival la nord de al-Salamiyya în Siria, la est de Hama și, de asemenea, la est de Homs. Tribul Sibaʿa era format din aproximativ 4.000 de gospodării ( în arabă: bayt, بيت) la începutul anilor 1930. Un bayt sau khayma (cort) este format din aproximativ 5 persoane, prin urmare, Sibaʿa ar fi avut în total 20.000 de persoane.

#### Tribul Utayba
Tribul Utayba este cel mai puternic trib din Arabia centrală.. Erau bogați în cămile și cai, pe care le vindeau pe piața internațională și puternici în arme. În nobilime, Utayba au fost al doilea, imediat după tribul Anaza al Al Saʿud. Au migrat de la est de  Hidjaz spre centrul Najdului. În secolul al XIX-lea, existau atât sate statornice ale celor din Utayba, precum și confederații mari, nomade. Utayba s-a alăturat Ikhwanului în primii ani ai secolului al XX-lea, unele secțiuni ale tribului s-au stabilit în Artawiya și Ghatghat, cele mai fervente dintre așezările religioase Muwahhidun. Discipolul religios care a condus încercarea de a pune mâna pe Marea Moschee din Mecca în 1979, Juhaiman al-Utaybi, a fost membru al acestui trib.

#### Tribul Quraysh
Tribul Quraysh este cel mai faimos trib, fiind tribul conducător al Meccăi la momentul nașterii profetului Muḥammad. Acesta era format din 10 clanuri principale, ale căror nume au câștigat o mare strălucire prin statutul de membri ai acestui trib la începutul Islamului. Acestea erau clanurile Hāshim, clanul Profetului însuși, Zuhra, cel a mamei sale, Taim și ʿAdī, clanurile primului și celui de-al doilea calif, Abū Bakr și, respectiv, ʿUmar I; și Umayya, clanul celui de-al treilea calif, ʿUthmān, și rudele sale, dinastia califilor Umayyazi.
Profetul Muhammad și Tribul Quraysh
Profetul Mahomed s-a născut în clanul Banu Hashim al tribului Quraysh, dar a fost expulzat din el odată ce a început să predice islamul și monoteismul, în urma revelației divine. Înainte de a fi convertit la islam, Quraysh a exercitat cea mai puternică opoziție față de Muhammad, deoarece monoteismul propovăduit de profet submina tradițiile tribale, precum pelerinajul la Kaʿba, care reprezenta în acea vreme atunci o casă de închinare la idoli. În teoria clasică s-a considerat că 'umma (= comunitatea, în arabă: أمة) musulmană ar trebui să fie condusă doar de un descendent al tribului Quraysh, iar această idee a fost folosită de grupurile de opoziție politică din Arabia Saudită contemporană pentru a contesta legitimitatea Al-Saʿud, familie din tribul ʼAnaza. De asemenea, a fost folosită și pentru a consolida legitimitatea dinastiei Sharifian din Maroc, care pretinde descendență din Quraysh.
Tribul Quraysh în Coran
Primii patru califi musulmani aparțineau tribului Quraysh. Acesta este singurul trib căruia i se dedică în Coran (în arabă: القرآن /al-Qur'ān/) o întreagă sură (în arabă: سورة‎ /sūra/) sau capitol, destul de scurt, format doar din două versete:
 "Pentru protecția Quraysh: protecția lor în călătoriile lor de vară și de iarnă. De aceea lăsați-i să se închine Domnului acestei Case care i-a hrănit în zilele foametei și i-a ferit de orice primejdie." (Sura 106: 1-2) 
Quraysh astăzi
Succesorii numeroaselor ramuri ale tribului Quraysh  sunt răspândite, și in zilele noastre, în toată Peninsula Arabă, acesta fiind, încă, cel mai mare din Mecca.

#### Tribul Hassana
Tribul Hassana a fost unul dintre triburile principale ale confederației ʽAnāza,  cunoscuți pentru vitejia lor. În a doua jumătate a secolului al XVIII-lea, tribul Hassana s-a îndreptat spre Siria din Najd, înedmnat de wahhabiti. Au ajuns la hotarele lui Homs și Hama, unde l-au întâlnit pe beduinul Mawali, cel care controla acea zonă. Mawalii  s-au retras spre Salamiyya și Maʿarrat al-Nuʿman. Hassana avea, în ansamblu, 400 de gospodării, adică aproximativ 2.000 de persoane, iar pe lângă asta, avea 300 de gospodării cu adepți.

#### Triburile Guish
Spre deosebire de triburile Naiba, care au fost recrutate ocazional pentru a servi militar pentru Makhzen din Marocul precolonial, triburile Guish erau principalele triburi aflate în serviciul militar al acestuia. Guish locuiau pe un teren oferit de sultan și erau scutiți de plătirea taxelor. Cele mai importante triburi Guish au fost Sherarda, Sheraga și Udayay. Majoritatea administratorilor Makhzen au fost recrutați din triburile Guish.

#### Tribul Fadan Kharasa
Tribul Fadan Kharasa este una dintre cele două facțiuni ale Fadanului, un alt trib major din confederația de triburi ʼAnāza. Cealaltă facțiune poartă numele de Fadan Waʿad. Kharasa era alcătuit din 1.500 bayt la începutul anilor 1930, iar numărul total ar fi fost de 7.500 de locuitori. Tribul s-a răspândit în sezonul estival de-a lungul râurilor Balikh și Eufrat din Siria. Autoritățile siriene nu le permiteau să traverseze ambele râuri spre vest. Iarna, merg spre est în Irak, mai ales în anii secetei.
În estul Arabiei, în Oman, există o diviziune numită Yamani, bazată pe originea din tribul Qahtani. Se spune că membrii acestui grup au emigrat în cele mai vechi timpuri din Yemen în sud, în timp ce triburile Adnani (sau Nizari), stabilite în nordul Omanului, pe coasta Trucial, Bahrain și Qatar ,au venit din nord și sunt considerate mai puțin „pure” decât cele din sud, din punct de vedere rasial. Majoritatea grupurilor tribale din Qatar, în ciuda originii lor comune, sunt, de asemenea, situate în tot estul Arabiei. Familia conducătoare a statului Qatar este Al-Thani, care inițial făcea parte din tribul Banu Tamīm din Arabia centrală, ajuns în Qatar la începutul secolului al XVII-lea. Manasirul, unul dintre cele mai răspândite triburi din estul Arabiei, este în mare parte beduin și variază de la oaza al-Buraymi din Emirate până la Qatar și al-Hasa în vest, unii locuind în Sharjah și Raʾs Khayma și în oazele al-Shafra și al-Liwa din vestul Abu Dhabi. Unele secțiuni ale fostului trib al-Naʿim din Oman locuiesc în Qatar, precum și în restul Arabiei de Est. Secțiunea Quabysat a tribului Banu Yas a încercat fără succes, la începutul secolului al XX-lea, să se stabilească la Khawar al-Udayd, o intrare mlăștinoasă de la baza de est a peninsulei Qatar.
Diversitatea genealogică de culoare a pielii a populațiilor sedentare a fost probabil mai mare decât cea a nomazilor. Era de așteptat ca populația unei așezări să includă mai multe triburi. Acesta a fost cazul grupurilor tribale creștine care trăiau în al-Ḥīra, denumită în mod colectiv al-ʼIbad, care și-a păstrat „legăturile tribale originale”. Mai multe orașe din zona Medina erau locuite de  grupuri din diferite triburi, de exemplu Zuhra și Zubala.
Prima mențiune a evreilor din zona Arabiei Saudite moderne datează de pe vremea Primului Templu. Imigrarea în Peninsula Arabică a început cu seriozitate în secolul al II-lea d.Hr., iar în secolele al VI-lea și al VII-lea exista o populație evreiască considerabilă în Hidjaz, în cea mai mare parte în și în jurul Medinei. Acest lucru s-a datorat parțial îmbrățișării iudaismului de către lideri precum Abu Karib Asad și Dhu Nuwas, care au fost foarte agresivi în ceea ce privește convertirea supușilor lor la iudaism. Înainte de apariția islamului, existau trei triburi evreiești principale în orașul Medina: Banu Naḍīr, Banu Qaynuqaʽ și Banu Qurayza. Triburile arabe, în special ghasanidele și lahmidele, au început să apară în deșerturile siriene și sudice ale Iordaniei de la mijlocul secolului al III-lea d.Hr., în timpul etapelor mijlocii până la cele ulterioare ale Imperiului Roman și ale Imperiului Sasanid. Civilizația nabateeană din Iordania a fost un amestec etnic de vorbitori aramaici de canaaniți, aramei și arabi. Conform tradiției, beduinii saudiți sunt descendenți ai două grupuri. Un grup, yemenii, care s-au stabilit în sud-vestul Arabiei, în munții Yemenului, și susțineau că provin din tribul Qahtan. Al doilea grup, Qaysis, stabilit în nord-centrul Arabiei și care susținea că este descendent al lui ʼIsmāʻīl din Biblie.

Grupul de orașe sau sate cunoscute înainte de Islam sub numele de Yathrib a fost numit după orașul Yathrib de pe partea sa de nord-vest a peninsulei. În Islam, acest grup este cunoscut sub numele de Medina. Marea populație evreiască a Medinei a fost dispersată atât în zona Safila, numită și Medina de Jos, aflată în nord, cât și în ʼĀliya, sau Medina de Sus, aflată în partea sud. Se spune că triburile Qurayẓa și Naḍīr au locuit în ʼĀliya, în timp ce un al treilea trib mare, Qaynuqaʽ, a trăit în Safila. Însă, tribul Naḍīr, deținea moșii în afara orașului ʼĀliya și la marginea acestuia: orașul Zuhra este numit orașul Naḍīr . În plus, unul dintre membrii notabili ai acestui trib, Kaʽb ibn al Ashraf, deținea terenuri în al-Jurf, la nord-vest de Medina, în partea superioară a văii ʽAqīq.

Cel mai vechi strat din populația arabă din Medina era alcătuit din membri ai Balī și ai altor triburi, dintre care mulți s-au convertit la iudaism. Membrii triburilor Aws și Khazraj, care s-au stabilit la Medina într-o etapă ulterioară, au devenit cunoscuți în islam prin denumirea de al-ʼAnṣar (= ajutoarele, în arabă: الأنصار). Spre deosebire de coloniștii arabi anteriori, majoritatea celor din Aws și Khazraj au continuat să se închine la idoli. Când s-au stabilit în Medina, poziția lor față de triburile evreiești era slabă, însă treptat, au început să se afirme și au câștigat putere, extinzându-se cu cetăți și  livezi de curmale. ʼAnṣar au fost ridiculizați, inițial, de alte triburi pentru supunerea lor de către evrei, în special în ceea ce îl privește pe regele arab evreu al-Fiṭyawn, cunoscut și sub numele de „proprietarul Zuhrei”. Totodată, această slăbiciune s-a încheiat odată cu uciderea lui al-Fiṭyawn de către un membru al Khazrajului, iar din acel moment rolurile s-au inversat. Însă, odată cu apariția Islamului, principalele triburi evreiești Naḍīr și Qurayẓa și-au recăpătat puterea, în urma bătăliei de la Buʽath (615 sau 617), împreună cu aliații lor Awsī, asupra puternicului Khazraj. În ajunul Islamului, un membru al Khazrajului, ʼAbd Allah ibn Ubayy, a fost pe cale să fie încoronat. Masqudī a afirmat: „Khazrajul era superior celor din Aws  cu puțin timp înainte de apariția Islamului și intenționa să îl încoroneze pe ʼAbd Allah ibn Ubayy ibn Salul al-Khazrajī".  Acest lucru a coincis cu sosirea profetului și regatul său a încetat să mai existe. Ibn Ubayy nu a luptat împotriva coaliției evreiești Awsī la Buʽath, unde tribul său, Khazraj, a fost învins. A fost cel mai puternic lider din rândul Khazrajului și a dovedit o mare abilitate diplomatică în restabilirea sistemului de alianțe care existase înainte de Buʽath. Tribul Naḍīr a fost aliat cu Khazraj, în timp ce Qurayz a fost aliat cu Aws. În timpul hijrei, Naḍīr și Qurayz, au fost principalii proprietari de cetăți și arme din Medina, fapt ce i-a făcut să devină puterea dominantă acolo.

## Structura unui trib
Arabii nomazi, ca și cei sedentari, erau împărțiți în triburi și familii sau clanuri. Fiecare era condus de un șeic sau emir.Cu toate acestea, funcția respectivă, deși transmisă din generație în generație, nu era strict ereditară, ci depindea de bunul plac al taberei. Toți șeicii unui trib aveau un conducător unic, cunoscut sub numele de Șeicul Șeicilor.
Societatea era una de tip patriarhal, întucât, structural, grupurile tribale nomade erau organizate după descendența liniei paternale, care unea indivizii în segmente din ce în ce mai mari. Cea mai mică unitate funcțională este hamula (=descendență), care este constituită din trei până la șapte generații ale unei familii legate prin linia paternă. Deoarece membrii de descendență sunt veri patriliniari, hamula este denumită și ʼibn ʼamm (= fiul fratelui tatălui, în arabă: إبن أم) sau ʼahl (= oameni, în arabă: أهل).
Denumirea locuinței poartă numele de bayt (= casă sau cort, în arabă: بيت), fiind alcătuită, de obicei, din membrii ai unei familii nucleare, soții și copiii.
Animalele, deși sunt deținute de gospodării individuale, poartă marca liniei de descendență. Deasupra gradului de descendență există segmente mai mari care împreună alcătuiesc tribul. Fakhd (= coapsa, în arabă: فخد) este formată dintr-o serie de linii de descendență care controlează împreună pășunile și fântânile din zona tribală, în timp ce ʼashīra (plural ʼashaʾir), alcătuită din numeroase fakhds, este cel mai mare segment de sub trib.

## Relațiile dintre triburi
În ceea ce privește relațiile sociale, legătura cu linia de descendență este cea mai importantă relație pentru fiecare membru al unui trib. Familia organizată într-un cort putea fi numită clan. Multe dintre aceste corturi și relațiile lor familiale asociate cuprindeau un trib. Relația crucială dintre populațiile nomade și populațiile sedentare din toată Arabia a luat multe forme.
Membrii care provin din aceeași descendență își așezau tabăra unul lângă celălalt și își păstrau animalele ca o unitate. Relația de rudenie împarte responsabilitatea membrilor tribului în mod egal, atât în ceea ce privește răzbunarea răutăților suferite de aceștia, dar și plătirea daunelor pentru orice faptă săvârșită de membrii săi. Triburile ofereau un mijloc de protecție membrilor săi, astfel,, moartea unui membru al clanului ducea către răzbunări brutale. Deși triburile se pot diferenția ca și statut, toate descendențele dintr-un trib dat sunt considerate egale.
Toți cei care nu aparțineau tribului erau priviți ca străini sau dușmani. Deși clanurile erau alcătuite din membrii ai familiei, un trib ar putea primi un membru fără legătură de rudenie și să le ofere statutul familial. Războiul dintre triburi era un aspect obișnuit în rândul beduinilor, astfel căsătoria dintre persoanele cu statut de qabīla și kḥāḍarī și între persoanele din triburi superioare și inferioare nu este admisă. Întrucât qabīlī pun preț pe puritatea descendenței prin linia paternă, copiii unei astfel de căsătorii ar suferi pete de sânge mixt și acest lucru ar afecta demnitatea întregului trib. Aceste bariere ale statutului social în căsătorie încep să se destrame în Arabia Saudită contemporană, datorită accesului la educație. În zilele noastre, majoritatea triburilor sunt afiliate Casei Saʿud prin legături de căsătorie, drept rezultat al politicii deliberate a lui Ibn Saʿud de consolidare a legăturilor dintre el și grupurile tribale. Astăzi, alianța politică dintre trib și stat este întărită prin căsătoria dintre femeile din triburi și autoritățile guvernamentale, precum și prinții saudiți.

## Stilul de trai
Din cauza climatului dur și a migrațiilor sezoniere necesare pentru obținerea resurselor, triburile nomade beduine creșteau, în general, oi, capre și cămile, cai, de la care procurau carne, lapte, brânză, lână. Cumpărau curmale și cereale din piețele tribale, unde își și vindeau o parte din animalele, lâna și untul clarificat (numit ghee). Fiecare membru al familiei avea un rol specific în îngrijirea animalelor, de la paza turmei până la prepararea brânzei din lapte. De asemenea, nomazii s-au ocupat cu vânatul, au servit ca gărzi de corp și au lucrat ca mercenari. Unele triburi făceau comerț cu orașele pentru a câștiga bunuri, în timp ce altele făceau raiduri în alte triburi pentru animale, femei, aur, țesături și alte obiecte de lux.
Legea talionului și acordurile de securitate erau cele care îi protejau în afara teritoriilor lor tribale ( formare din enclave aparținând altor triburi ). Acest aspect a dus la necesitatea cooperării între triburi.
În interiorul Peninsulei, tribul Kinda, fiind unul puternic, în secolul al V-lea, a reunit mai multe triburi într-o confederație, dar pentru scurt timp. Astfel viața economico-socială, politică și religioasă a evoluat. În Yemen și în Hidjaz, agricultura și creșterea sedentară a animalelor, meșteșugurile și negoțul au determinat o varietate mai mare de ocupații. În aceste regiuni s-a format o aristocrație tribală, posesoare de turme mari de animale și de pământuri, negustori și cămătari, îndeosebi la Mecca, meșteșugari, agricultori și crescători de animale, precum și sclavi.
Rezervele vaste de petrol din peninsulă au generat venituri semnificative, fapt ce a anihilat vechile modele de viață, transformând stilul de viață nomad într-unul sedentar. Cu toate acestea, un număr mic de oameni continuă să practice stiluri de viață seminomade. Secolul al XX-lea a cunoscut urbanizarea rapidă a populației din regiune, așezări modeste, cum ar fi Riyadh și Dubai, devenind orașe abundente. Bogăția petrolieră a schimbat, de asemenea, compoziția societăților arabe prin atragerea unui număr mare de lucrători străini.

## Economia
Mecca era, un centru comercial major, iar parteneriatele comerciale au reprezentat un aspect semnificativ al cooperării economice dintre Quraysh și tribul care controla Ṭaʼif, și anume Thaqīf.
Tribul Quraysh a investit, de asemenea, și în agricultură. Întrucât condițiile din Mecca nu erau prielnice pentru agricultură, au căutat oportunități în altă parte. Tribului Quraysh a contribuit semnificativ la agricultură din Ṭaʼif, orașul care a furnizat (și încă mai furnizează) cea mai mare parte a cererii de fructe din Mecca. De aici și denumirea sa busṭan al-ḥaram (= livada teritoriului sacru ) din Mecca. Alături de localnicii care au cultivat mici suprafețe de pământ, antreprenorii tribului Quraysh au dezvoltat moșii mari în văile Ṭaʼif, înainte de apariția Islamului. Mulți beduini din Qays ʼAylan și alte triburi și-au câștigat existența transportând produse din Ṭaʼif la Mecca.
Cea mai cunoscută și probabil cea mai mare proprietate a tribului Qurash din vecinătatea Ṭaʼif este al-Wahṭ. Aceasta se află în valea Wajj. Tatăl companionului Profetului, ʼAmr ibn al ʼĀṣ, a deținut această moșie înainte de Islam. Mulți alți membrii ai tribului Quraysh au deținut moșii în apropiere de Ṭaʼif, printre aceștia, numărându-se Abu Sufyan, ʼUtba și Shayba fiii lui Rabīʼa ibn ʼAbd Shams, unchiul profetului, al-ʼAbbas și al-Walīd ibn al Walīd ibn al Mughīra (fratele celebrului general Khalid ibn al-Walid).
Peninsula Arabică deține cea mai valoroasă resursă minerală și anume petrolul, în cele mai mari cantități din lume. Deși petrolul a fost descoperit în Iran în 1908, primul câmp de pe partea arabă a bazinului, în Bahrain, nu a fost găsit până în 1932. Acest lucru a inspirat o căutare mai amănunțită în estul Arabiei, care în timp a ajuns mult în interior. În Arabia Saudită a fost descoperit în 1938, în Kuweit și Qatar în 1940, pe continentul zonei neutre Arabia Saudită / Kuweit în 1953, pe continentul Abu Dhabi în 1960, în Oman în 1964, în Yemenul de Sud în 1983, și în Yemenul de Nord în 1984. În 1951 petrolul a fost descoperit în Golful Persic în largul Arabiei Saudite, în 1958 în Abu Dhabi în larg și în 1960 în zona neutră Arabia Saudită / Kuweit în larg.

## Religia
Religia pre-islamică din Arabia este alcătuită din credințe politeiste, precum creștinism arab vechi, creștinism nestorian, iudaism și zoroastrism. În timp ce creștinismul arab vechi era puternic în zonele din Arabia de Sud, în special cu Najran, un centru important al creștinismului, creștinismul nestorian era religia dominantă în Arabia de Est înainte de apariția Islamului.

### Politeism
Arabii au trăit într-o lume dominată de supranatural și spiritualitate exacerbată, care a luat pentru ei forma spiritelor omniprezente, precum și a zeilor. Tradițiile religioase dominante ale Arabiei pre-islamice au rămas politeiste, dar de fapt puțin se poate ști cu certitudine despre ele. Exista așa-numita litolatrie ( adorare a pietrelor), deși până în perioada profetului Muhammad majoritatea diferitelor zeități dobândiseră fețe și personalități. Câteva sute de zeități arabe sunt cunoscute din sursele musulmane, dintre care cele mai proeminente au fost cele identificate de arabi drept cele trei „fiice ale lui Allah”: Manat, Allat și al-'Uzza.  Acestea trei au avut un loc special în cadrul tribului Quraysh.
Pe lângă multitudinea acestor zeități, arabii erau, de asemenea, conștienți de existența lui Allah. Pentru unii, el ar fi putut reprezenta un zeu creator îndepărtat. Unii savanți occidentali au sugerat că el reprezintă un deus otiosus, care de-a lungul secolelor a fost eclipsat de mai multe zeități. Allah a jucat aparent un rol mic în cultul religios până la apariția profetului Muhammad și propovăduirea revelației divine. Fiecare trib arab avea zeități proprii, dar în ajunul apariției islamice, devenise tot mai puternică dorința unificării politice și religioase a arabilor. Idolii de orice formă erau omniprezenți. Unii dintre ei fiind reprezentați de djinni, spirite supranaturale, îi însoțesc, îi ispitesc și le influențează gândirea și faptele. 
Zeitatea cea mai comună era idolul gospodăriei. Istoricul musulman Al-Waqidī prezintă relatări legendare despre distrugerea idolilor casnici. Se spune că după cucerirea Meccăi, crainicul lui Muhammad a ordonat distrugerea fiecărui idol găsit în case. Deci, ori de câte ori ʼIkrima ibn Abī Jahl (care aparținea filialei Makhzum a tribului Quraish) auzea de un idol într-una din casele din tribul Quraysh, mergea acolo pentru a-l distruge. Astfel, este specificat în acest context că fiecare trib Quraish din Mecca avea un idol în casa sa. 
Baṭns, care erau grupuri tribale mici, aveau idoli care, de asemenea, aveau propriul nume. Deasupra acestor mici triburi, în cadrul sistemului tribal al Medinei erau subdiviziunile majore ale 'Aws și Khazraj, care formau tribul 'Azd. Tribul Banu Ḥarith ibn al Khazraj avea un idol numit Huzam. Al-Khamī era numele idolului venerat de Khazraj. Al-Saqīda, care se afla pe Muntele Uḥud, la nord de Medina, a fost venerat de tribul ʼAzd. În partea de sus a ierarhiei idolilor venerați de 'Aws și Khazraj se afla Manat. Un descendent al companionului lui Muhammad,  Saʽd ibn ʽUbada, relatează că bunicul lui Saʽd a donat anual zece cămile de sacrificiu către Manat. Tatăl lui Saʽd a urmat exemplul, la fel și Saʽd însuși înainte de convertirea sa la islam. Fiul lui Saʽd, Qays, a donat același număr de cămile Kaʽabei. Donația lui Saʽd de cămile sacre către Manat înainte de convertirea sa la islam arată că cultul său a continuat chiar la apariția islamului.
Centrul religios al triburilor arabe era Mecca, care, datorită așezării sale prielnice, devenise locul tradițional de contact al lumilor arabe pre-islamice. Oglindind tendințele de unificare politică și religioasă a triburilor arabe, pantheonul arab de la Mecca, templul Kaʼaba, ridicat în cinstea celui mai de seamă dintre zeii arabi, Allah, cuprindea ca principal obiect de cult, o mare piatră neagră cubică, probabil un meteorit, iar în nișele săpate în peretele templului se aflau circa 360 de zeități, reprezentând zeitatea sau zeitățile fiecărui trib. În același timp, sub influența concepțiilor religioase ale comunităților creștine și evreiești, stabilite la Mecca, Yathreb sau în Yemen, începuse să se răspândească și în lumea arabă ideea existenței unei divinități unice. În aceste condiții, în secolul al VI-lea a luat naștere doctrina ḥanīfilor, care propovăduiau renunțarea la cultul zeilor tribali și recunoșterea existenței unei divinități unice.

### Creștinismul
Peninsula Arabică a avut un contact deosebit de puternic cu Orientul Apropiat elenistic și roman. Elenismul a pătruns cel puțin până în zona Faw, în interiorul peninsulei arabe, în apropierea orașelor Riyadh și Najran. Descoperirile arheologice dezvăluie puternica influență elenistică, prin prezența picturilor murale cu pronunțat caracter elenistic, precum și statui ale zeului greco-egiptean Harpocrates și posibil ale Minervei. Episcopul Teodoret de Cir, în relatarea sa despre viața sfântului sirian Simeon Stylites, consemnează că arabii obișnuiau să-l viziteze „în trupe de două sau trei sute la un moment dat, uneori chiar și de o mie ” și, mișcați fiind de evlavia sfântului, au renunțat la„ eroarea lor ancestrală”, și-au distrus idolii și au abandonat„ orgiile Afroditei ”, care se refereau la cele trei zețe Manat, Allat sau al-ʽUzza, la care fuseseră obișnuiți să se închine.
Stilul de viață nomad al oamenilor reprezenta o amenințare pentru romanii care încercau să-i controleze pe arabi, dincolo de granițele lor. Mai multe expediții militare romane, de pe vremea lui Augustus până la cea a lui Justinian, au ajuns până în sudul Arabiei, iar ulterior, o soluție a fost angajarea unor triburi arabe ca aliați ai armatei imperiale, care să contribuie la răspândirea creștinismului printre arabi. Astfel, a fost ales Ghassan, un trib care a migrat în sudul Siriei din Yemen în secolul al III-lea. Atât din punct de vedere geografic, cât și cultural, Ghassan a acaparat lumea romană și arabă. Faimosul poet arab, Hassan ibn Thabit, a fost unul dintre cei care au compus versuri pentru regii Ghassanizi. Aceștia au contribuit la creștinarea Arabiei prin sprijinirea activă a misiunilor de acolo, în special în sudul peninsulei, în orașe precum Najran, care au devenit în secolul al VI-lea centrul principal al creștinismului arab. Cel târziu în prima jumătate a secolului al șaselea erau creștini.
Împărații romani creștini au făcut un efort conștient pentru a-i atrage pe arabi în rândul lor. De exemplu, Constantius, la mijlocul secolului al IV-lea, a trimis un episcop, Theophilus Indus, pentru a-i converti pe arabii de sud, însă misiunea sa nu a avut succes. Regiunea era cunoscută de romani prin activitățile comercianților romani de acolo. Interesul roman pentru Arabia a continuat până la sfârșitul antichității târzii. În acest context, istoricul musulman al-Tabari relatează că meșterii bizantini, zidarii de piatră și artiștii mozaici au ajutat la construirea unei biserici în orașul Sanaʽa din Yemen, din marmură și cu mozaicuri trimise de la Constantinopol. Astfel de exemple indică faptul că Arabia era, la sfârșitul antichității târzii, un centru de competiție religioasă.

### Iudaismul
Creștinismul nu a fost singura religie majoră din Orientul Apropiat. Au existat și comunități evreiești semnificative, posibil mai mari și cu siguranță mai bine organizate. Originile acestor comunități sunt oarecum obscure. Legendele atribuie originea triburilor evreiești de la Yathrib unui trib preoțian trimis de Moise să distrugă amalekiții care, potrivit legendelor, s-au așezat în Hidjaz sau evreilor care fugeau de distrugerea romană a celui de-al doilea templu și a comunității din Yemen la unirea lui Solomon cu regina din Sheba. Este probabil ca unii evrei să fi căutat refugiu în Arabia după suprimarea rebeliunilor din Palestina în primul și al doilea secol. Până la mijlocul secolului al IV-lea, emisarul lui Constantius Teofil a remarcat prezența în Arabia de Sud a unei mari comunități evreiești. Indiferent de originile lor, prin apariția islamului, acești evrei au fost arabizați și integrați în societatea arabă în care trăiau: vorbeau arabă (deși uneori într-un anumit dialect iudeo-arab) și aveau nume arabe; au funcționat într-o varietate de ocupații, ca negustori, cărturari, beduini, meșteri; au produs poeți care compuneau ode temeinic în stilul tradițional al beduinului.
Rivalitatea dintre Imperiile Roman și Sasanid au influențat activitatea evreiască și creștină din Arabia. Un exemplu concludent este cel al lui Dhu Nuwas, un rege al Himyar din Arabia de Sud care s-a convertit la iudaism la începutul secolului al VI-lea și apoi a condus atacul împotriva creștinilor, în special la Najran. Această persecuție a creștinilor a fost cauzată de îngrijorarea cu privire la implicațiile politice ale prezenței creștine acolo, deoarece creștinii, deși monofiziți, păstrau legături cu Imperiul Bizantin. În orice caz, persecuția l-a determinat pe împăratul Justinian să-l îndemne pe conducătorul regatului etiopian Axum, el însuși creștin (deși, din nou, monofizit) să intervină în Arabia de Sud. În urma unei expediții etiopiene, Dhu Nuwas a fost ucis, iar ocupația care a rezultat a durat o jumătate de secol, până au intervenit sasanizii, în a doua jumătate a secolului al VI-lea.

### Zoroastrianismul
Religiile iraniene erau, și ele, prezente în Arabia, una dintre cele mai predominante, fiind reprezentată de zoroastrianism. Această religie era cunoscută arabilor prin prezența militară sasanidă de-a lungul Golfului Persic și în Arabia de Sud, într-o pereche de temple construite de coloniștii iranieni la un sit minier din Najd și prin legături comerciale și politice între Irak și Hidjaz. Se pare că unii arabi s-au convertit chiar la credința națională iraniană, cel puțin cei din tribul Tamim din nord-estul peninsulei.
Invadarea Arabiei de către Imperiile Roman și Sasanid, precum și de creștinism, iudaism și zoroastrianism, a fost întotdeauna provizorie, implicațiile și consecințele sale fiind întotdeauna ambigue. Pentru creștinii arabi, situația era confuză, deoarece identitatea lor religioasă ar fi putut duce la alianța cu puterile creștine externe. Pe de altă parte, dominația monofizismului și a nestorianismului în rândul arabilor care erau creștini trebuie să le fi limitat identificarea cu interesele puterii creștine dominante din regiune, și anume Roma.

## Relațiile cu marile puteri externe
Înainte de apariția Islamului, Orientul a fost dominat de două state rivale și anume Imperiul Bizantin, cu capitala la Constantinopol, vechiul Imperiu Roman și dincolo de granița sa estică, în jumătatea estică a Semilunii Fertile, Imperiul Sasanid, o dinastie iraniană care ajunsese la putere în secolul al III-lea.
Bizantinii și sasanizii și-au condus afacerile cu arabii prin intermediul unor regate arabe, și anume Ghassan și al-Ḥīra. Regele al-Ḥīrei a numit guvernatori la frontierele de la Irak la Baḥrain, fiecare dintre ei conducând împreună cu un lider beduin, care avea rolul de subaltern al său.
Același tipar a fost găsit și în Oman: un tratat între sasanizi și familia arabă Julanda, încheiat în a doua jumătate a secolului al VI-lea, prevedea ca sasanizii să aibă dreptul de trimite patru mii de oameni, inclusiv marzbaniilor (=militari, dar și civili, guvernatori) și asawirei (=cavalerie grea) și unui ʽamil (=oficial) să conducă împreună cu "regii" din 'Azd.  Sasanizii erau staționați în regiunile de coastă, în timp ce 'azdii erau "regi" în munți, în deșerturi și în celelalte zone din jurul Omanului. Cu alte cuvinte, autoritatea era împărțită între arabi și sasanizi.
În Bahrain era un guvernator arab, care conducea împreună cu un superior sasanid, iar în această regiune se spune că Al-Mundhir ibn Sawa al Tamīmī a fost guvernator. În acest context, istoricul al-Baladhurī  trasează o linie clară între sasanizi și arabi, afirmând că Bahrainul era compus din mulți arabi din triburile ʽAbd al Qays, Bakr ibn Wapil și Tamīm, însă această regiune făcea parte din regatul persan. Istoricul spunea că al Mundhir ibn Sawa era responsabil de arabii care locuiau acolo în numele persanilor, dar, în același timp exista și un guvernator sasanid, pe nume Sībukht, care era superiorul lui Mundhir.
Înainte de apariția Islamului, Imperiul Sasanid avea controlul direct asupra Yemenului.
Până la mijlocul secolului al VI-lea, Medina era controlată de un marzban cu sediul în al-Zara, pe coasta Golfului Persic. Triburile evreiești Naḍīr și Qurayẓa purtau statutul de conducători, astfel că au solicitat tribut de la triburile 'Aws și Khazraj în numele sasanizilor. În ultimul sfert al secolului al VI-lea, regele al-Ḥīrei, An-Nuʽman ibn al Mundhir, l-a declarat pe ʼAmr ibn al-Iṭnaba, membru al Khazrajului, rege al Medinei sau al Ḥidjazului. La acel moment evreii nu mai purtau titlul de „regi” și colecționari de tribut, ci deveniseră, astfel, plătitori de tribut. Controlul sasanid în vestul Arabiei a continuat pe tot parcursul  celei de-a doua jumătate a secolului al VI-lea.
Pedeapsa practicată preponderent de regii al-Ḥīrei era încarcerarea. Au existat închisori sau lagăre de încarcerare la Al-Quṭquṭana din sud-vestul Irakului și chiar la al-Ḥīra.
Cooperarea dintre anumite triburi nomade si sasanizi era determinată, în principal, de comerțul cu caravane. Conducătorii Sulaym și Hawazin obișnuiau să încheie pacte cu regii al-Ḥīrei. Aceștia transportau marfa regilor și o vindeau în numele lor la târgul din ʼUkaz.
Prin comerț, cooperare militară și diplomație, liderii și comercianții tribali arabi au făcut cunoștință cu curțile regatelor și ale marilor imperii.

## Limba
Diversitatea populației din Peninsula Arabică, se reflectă, de asemenea și în limbile vorbite în această zonă. Triburile trăiau izolate, neavând contact cu unele cu celelalte, și din aceste motive s-a creat un dialect individual pentru fiecare trib. Însă, asta nu înseamnă ca nu înțelegeau și celelalte dialecte mai ales cel mai dominant dialect, cel al tribului profetului Muhammad, “tribul Qurayysh”, pentru ca acesta se afla în orașul Mecca, loc în care se întâlneau toți arabii din toate triburile, fiind un centru comercial și religios, unde practicau pelerinajul către Kaʽaba, si se întâlneau în cercuri literare.
Limbile vorbite în Peninsula Arabică erau de origine semitică, acestea dezvoltându-se și evoluând de-a lungul timpului. Din punct de vedere geografic, se crede că originea limbilor semitice se regăsește în Levant, în urmă cu aproximtiv 5750 de ani, deși nu este exclusă varianta originii reale a acestor limbi în neamul limbilor afro-asiatice. Acest lucru le plasează de asemenea și în rândul limbilor moderne, cum ar fi grupul indo-european. Cu toate acestea, precum limba akkadiană, limba semitcă din Mesopotamia de Nord, apare în istorie până la circa 2500 î.Hr. Există o diferență imensă de timp între începuturile orale ale unei limbi și scriptul acesteia. În acest context, Heuhnergard și Na’ama Pat-El (2019) crede că limbile semitice existau în Peninsulă cu 2000 de ani mai devreme. O altă viziune, cea a lui Kitchen, atestă posibila migrație a grupului indo-european în Europa cu aproximativ 5000 de ani în urmă și astfel, se deduce că limbile semitice au migrat împreună cu grupurile de emigranți în Mesopotamia și Arabia începând cu anul 3000 î.Hr. Astfel, este puțin probabil ca limbile semitice să fi fost vorbite de primele grupuri din regiunea golfului din Arabia, dar să fi fost aduse de posibili emigranți din Mesopotamia, Siria și mai târziu din Levant.
Araba veche este un termen care cuprinde diversele forme ale limbii atestate în surse documentare și literare din perioada pre-islamică, inclusiv inscripții, papirusuri și transcripții în texte grecești, latine și cuneiforme.
Al-Jallad definește corpusul vechii arabe astfel: Safaitic, o scriere antică arabă de nord concentrată în Ḥarrah siro-iordaniană (sfârșitul mileniului I î.Hr. până la sec. IV d.Hr.), Hismaic, o scriere antică arabă care se întinde de la Iordania centrală până la nord-vestul Arabiei , substratul limbii aramaica nabateeană, împreună cu câteva texte în limba arabă scrise în acest script (sec. II î.Hr. până la sec. IV d.Hr.), inscripțiile nabateo-arabe ( sec. V d.Hr. până la începutul secolului VII d. Hr.) și inscripții izolate în greacă, dadanitică (oaza Dadān, al-ʼUlā modernă, nord-vest Ḥiǧāz) și alfabete vechi din sudul Arabiei.

### Arabă și akkadiană
Primele atestări ale limbii arabe sunt păstrate în documente cuneiforme. Există rapoarte despre „arabi” în Mesopotamia - care locuiesc în orașe cu ziduri din vestul Babiloniei - încă din secolul al VIII-lea î.e.n. (Eph’al 1974: 112). Deși nu putem fi siguri că oamenii pe care babilonienii îi numeau arabi erau, de fapt, vorbitori de arabă, câteva texte în scripturi dispersate din vechea arabă nordică provin din această regiune. Până în prezent, toate par să conțină doar etimologii arabe. Aceste fapte pot sugera doar posibilitatea contactului între vorbitorii de arabă și akkadiană la începutul primului mileniu î.Hr.

### Arabă și aramaică
Dovezi în ceea ce privește contactul dintre limba arabă și aramaică se întind de la mijlocul primului mileniu î.Hr. până la sfârșitul secolului al VI-lea d.Hr. și din punct de vedere geografic, se regăsesc în sudul Levantului și în nord-vestul Arabiei. Numele arabe pot fi găsite în transcrierea de-a lungul Levantului în inscripțiile aramaice și, în majoritatea cazurilor, nume cu o etimologie arabă care se termină în caracteristica finală -w, reflectând un caz nominativ. Punctul culminant al contactului dintre limbile arabă și aramaică ete reprezentat de evidența scrisă la sfârșitul primului mileniu î.Hr. odată cu sosirea inscripțiilor în scriptul nabateean. Nabateii au stabilit un regat în regiunea Edom în secolul al IV-lea î.Hr., care, în cea mai mare măsură, se întindea de la Ḥawrān la nordul Ḥidjāz. În timp ce ei, la fel ca și contemporanii lor din Orientul Apropiat, au scris într-o formă de aramaică imperială, limba vorbită a casei regale și a unor segmente mari de populație, era arabă. Poate că unul dintre cele mai interesante exemple de contact între cele două limbi se găsește în papirusurile legale nabateene din deșertul iudeului (sec. I-II sec. E.n.). Macdonald (2010: 20) a sugerat, pe baza acestor dovezi, că procedurile judiciare nabateene ar fi avut loc în arabă, în timp ce toate înregistrările scrise au fost făcute în aramaică. Deși nedatat (dar probabil mai devreme de 150 d. Hr.), textul este cu siguranță cel mai vechi exemplu de limbă arabă continuă scrisă în scrierea nabateeană, deoarece înainte de aceasta aproape toate exemplele sunt cuvinte izolate și nume personale.
Prezența aramaică se simte mult mai ușor în interiorul deșertului, la est și nord de Nabataea. Se remarcă, de asemenea, într-o mică măsură, inscripții bilingve safaitice-aramaice (Hayajneh 2009: 214-215). Într-un text safaitic, produs de un nabateean, autorul își dă numele și apartenența grupurilor sociale dintr-un tip de aramaică, dar apoi scrie restul inscripției în arabă veche, sugerând că acest individ ar fi putut fi bilingv.

### Arabă și arabă sudică veche
Surse arabe clasice notează o situație de contact strâns între arabă și „yimyaritic”, un termen folosit pentru o limbă pe care au asociat-o cu regatul pre-islamic Ḥimyar, astăzi Yemen.  Aceste texte sunt compuse în sabaic, dar conțin un amestec semnificativ de material lingvistic non-sabaic. Coloniștii nabatei au introdus araba în oază, unde a câștigat prestigiu ca limbă comercială, având în vedere legăturile sale cu nordul. Amestecul nord-sud arab din texte poate fi găsite mai la nord, în regiunea Naǧrān și Qaryat al-Fāw. Cea mai faimoasă este probabil inscripția mormântului Rbbl bn Hfam. Acest text unic atestă caracteristici care pot fi atribuite atât surselor non-sabaice, cât și surselor sabaice. Latura non-sabaică, folosește articolul definit al, morfemul cauzal a- mai degrabă decât h- și, ocazional, pronumele de persoana a 3-a h, mai degrabă decât hw. În același timp, textul folosește pronume clitice cu vocale lungi, de ex. -hw și prepoziții necunoscute în arabă (Al-Jallad 2018b: 30).

### Araba în Ḥiǧāz
Înainte de sosirea nabateilor, limba scrisă a oazei al-ʼUlā și a împrejurimilor asociate din nordul Ḥidjāz a fost dadanitica, o limbă semitică non-arabă. Cu toate acestea, câteva texte afișează caracteristici arabe. Acestea au scriptul dadanitic, dar par a fi, în alte privințe, produse într-un dialect al arabei vechi. Se găsește ocazional articolul definit al folosit în aceste inscripții. Aceste câteva texte reprezintă scrierile călătorilor sau imigranților din nord.

### Araba și limbile inscripțiilor tamudice
Contactul dintre arabă și limbile semitice pre-arabe din nordul și centrul Arabiei este mai greu de separat. O mică privire de ansamblu asupra acestor limbi este oferită de inscripțiile laconice tamudice. Singurele dovezi ale contactului dintre arabă și oricare dintre aceste limbi se găsesc în inscripția mormântului Raqōś la Madāʼin Ṣāliḥ. Acest text este scris, în principal, în arabă, cu câteva componente aramaice fosilizate.

### Araba în estul Arabiei
Înregistrarea inscripțională din zona Arabiei de est este relativ slabă în comparație cu cele două treimi din vest ale Peninsulei. Cu toate acestea, textele existente indică contactul dintre aramaică și limba arabă locală, numită hașăitic de către cercetători. Cu toate acestea, această limbă nu poate fi privită ca o formă de arabă și nu există încă atestări pre-islamice de arabă din estul Arabiei (Al-Jallad 2018b: 260–261).

## Formarea statului și procesul de islamizare
La începutul secolului al VII-lea, destrămarea a relațiilor tribale începe să ia amploare, drept urmare începe procesul de formare a categoriilor sociale și, implicit, a statului arab. Formarea statului arab a fost constrânsă și de necesitatea înfruntării statului persan, care cucerise Yemenul între anii 572-628 și care și-a exercitat, totodată, dominația asupra drumurilor comerciale din sudul și sud-vestul Arabiei. Creării unui stat arab unitar a fost opera profetului Muhammad. Prin propovăduirea revelației divine, acesta a realizat o religie și o comunitate universală. Apariția islamismului a fost pregătită de existența credinței, în timpul pre-islamului, într-o zeitate unică, și anume Allah.
Mohamed s-a născut în luna aprilie a anului 569, în tribul Quraysh, care conducea orașul Mecca. La douăzeci și nouă de ani ajunge caravanier în slujba unei bogate văduve, Khadidja, cu cel puțin zece ani mai în vârstă ca el, cu care se căsătorește. În această perioadă apar primele semne divine, urmând ca, pe muntele Hira, în jurul anului 612, în 26/27 din luna Ramadan,să aibă loc revelația supremă prin care Allah îi poruncește să predice în numele Său. După moartea profetului, expunerile sale, conservate în scris sau pe cale orală, au fost adunate într-o carte, ce poartă numele de Coran, care cuprinde învățăturile de bază ale islamului și este considerat drept cartea sfântă a islamiștilor.
Datorită ostilității kuraishiților, Muhammad, împreună cu mica sa comunitate, este nevoit să părăsească Mecca, prin ceea ce poartă în istorie numele de hidjra ( în arabă هِجْرَة ), care va reprezenta începutul erei islamice. Muhammad a fost cel care a destrămat vechile legături de trib și a instituit un model exemplar pentru urmașii săi, califii.